# Štítovkovité
Štítovkovité (Pluteaceae) je čeleď hub, do které patří štítovka, pretnatka a kukmák. Jde o malé až středně velké houby s volnými lupeny a růžovými výtrusy. Dictionary of the Fungi (10th edition, 2008) odhaduje, že se v této čeledi nachází 364 druhů hub.

## Rozšíření
Zatímco štítovka a kukmák jsou velmi rozšířeny, pretnatka je vzácná a Volvopluetus byl objeven až v roce 2011 na základě molekulární analýzy.

## Rody
- Pluteus – štítovka
- Chamaeota – pretnatka
- Volvariella – kukmák
- Volvopluetus